# Antonie Waldorp
Antonie Waldorp, ook Antoine Waldorp en Anton Waldorp, (Den Haag, 20 maart 1802 - Amsterdam, 12 oktober 1866) was een Nederlandse kunstschilder, lithograaf en aquarellist.

## Jeugd en start
Antonie (Antoine) Waldorp werd in 1802 in Den Haag geboren in Huis ten Bosch, als zoon van Abel de Saaijer Waldorp (1774-1882), de stiefzoon van kunstschilder Jan Gerard Waldorp (1740-1808), en Jacomina Goddee. Hij was de tweelingbroer van Jean de Saaijer Waldorp (1802-1872). In zijn jonge jaren was hij werkzaam in het atelier van de toneel-decorateur en schilder Joannes Henricus Albertus Antonius Breckenheijmer. Op 25 februari 1824 trouwde Waldorp met Johanna Sophia van Hove (zus van de schilder B.J. van Hove) - een huwelijk waaruit drie kinderen werden geboren: Jan Abel Adriaan Waldorp, Jacomina Maria en Johanna Sophia. De laatste trouwde in 1845 met de dichter J.J.L. ten Kate.

## Leven en werk
Waldorp begon met het schilderen van toneeldecoraties, maar na zijn 23e wijdde hij zich geheel aan zijn eigen schilderkunst en werd een voorloper van de Haagse School. Aanvankelijk schilderde hij vooral interieurs, portretten en stadsgezichten, die hij soms stoffeerde met 17e-eeuwse figuurtjes. Vanaf 1838 legde hij zich vrijwel volledig toe op het schilderen van zee- en riviergezichten. waarmee hij grote bekendheid verwierf. Zijn werken brachten veel geld op. Zo verkocht hij een schilderij aan de koning van Pruisen voor 4000 gulden.
In 1833 maakte Waldorp een studiereis door België en Duitsland, en bezocht met zijn schildersvriend Nuijen Parijs en de Parijse Salon. Daar zagen ze de eigentijdse schilderijen van de kunstenaars die toen in Frankrijk werkten, zoals Eugène Isabey (1803-1886) en de Engelse schilders John Constable en Bonington (1802-1828). Met name de landschapsschilderijen van Isabey zouden veel invloed krijgen op de twee jonge schilders. Vanaf c. 1833 deelde Waldorp met zijn schildersvrienden Sam Verveer en Wijnand Nuijen een atelier in de 'Loterijzaal' op het Binnenhof in Den Haag. 's Avonds zaten ze vaak met Rochussen, Huib van Hove, Bosboom en andere Haagse schilders in het 'Fransche Koffijhuis' in een grote kring bijeen en werd er pret gemaakt. 
Aanvankelijk schilderde Waldorp vooral interieurs, portretten en stadsgezichten, die hij soms stoffeerde met 17e-eeuwse figuurtjes. Vanaf 1838 legde hij zich vrijwel volledig toe op het schilderen van zee- en riviergezichten.. Juni 1839 keerde hij terug naar Den Haag op verzoek van zijn vriend Nuijen die op sterven lag. Hij werkte zelfs enige dagen in Nuijens aanwezigheid om hem een plezier te doen. Nuijen had veel invloed op Waldorps schilderen,  wat onder andere zichtbaar wordt bij vergelijking van de afgesneden compositie van Nuijens molen 'Afgeknotte molen' van 1829 met Waldorps latere schilderij 'Molen in Delft' van 1839. Nuijens invloed geldt met name in het heldere kleurgebruik en met de partij op de voorgrond waar enkele figuurtjes op de voorgrond op een vlonder staan  Waldorp schilderde één keer op een kartonnetje zijn vriend Nuijen in het bos
Waldorp gaf later onder meer les aan A.D. 't Hoen, Charles Rochussen en Jan Weissenbruch. Tot 1857 woonde hij op de Prinsessegracht 87 in Den Haag, daarna vestigde hij zich in Amsterdam waar hij lid werd van de Koninklijke Academie. 

## Erkenning
Hij ontving verschillende onderscheidingen: in 1845 werd Waldorp door de Belgische koning benoemd tot ridder van de Leopoldsorde, in 1847 door koning Willem II tot ridder in de Orde van de Nederlandse Leeuw en in 1849 door Willem III tot ridder in de Orde van de Eikenkroon.
Amsterdam vernoemde op 23 oktober 1957 een straat naar hem: Anton Waldorpstraat, naar die straat werd in 2017 een viaduct vernoemd Anton Waldorpbrug.

## Galerij van werken

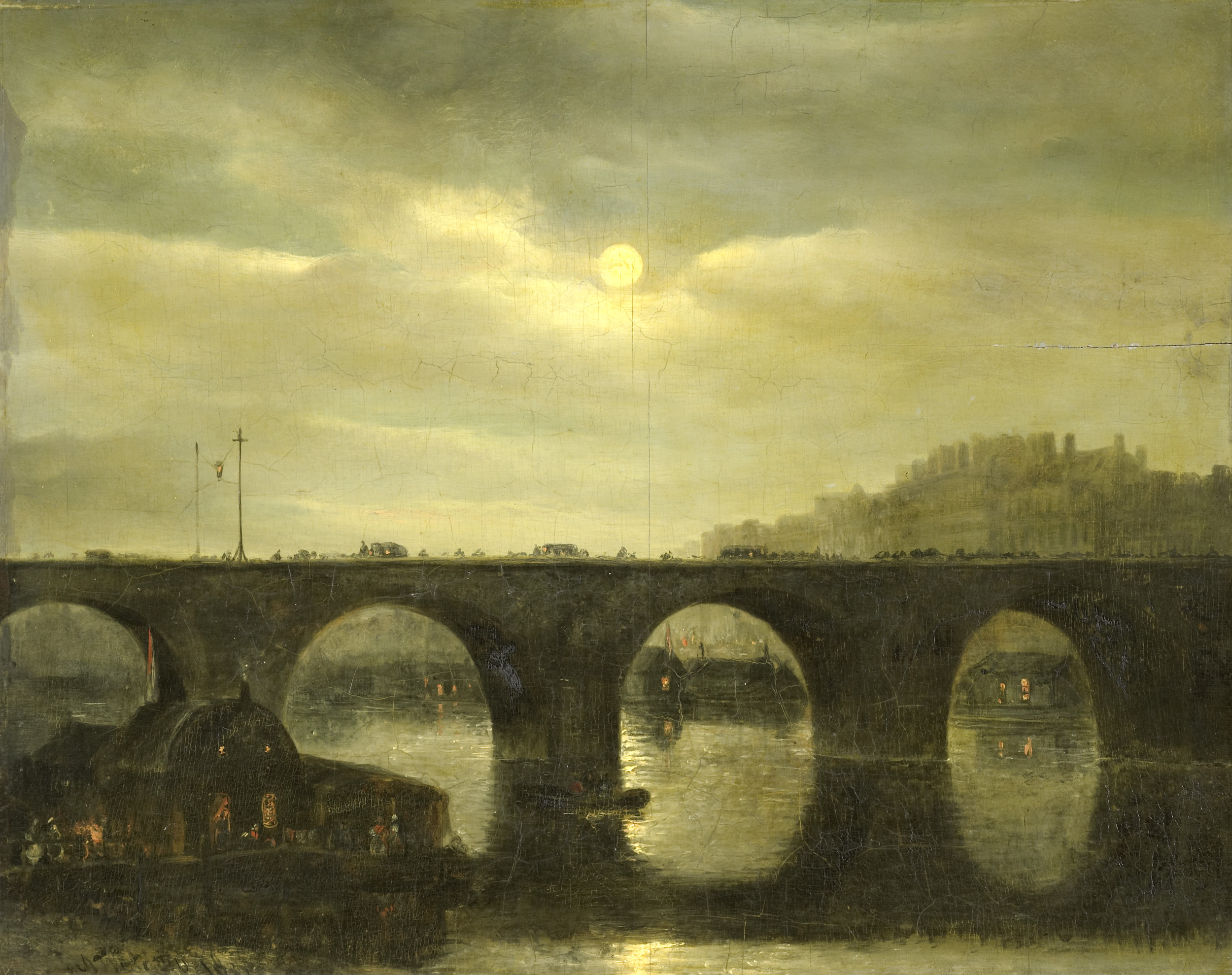
Gezicht op een Seinebrug te Parijs bij maanlicht, 1835, olieverf op paneel, Rijksmuseum Amsterdam
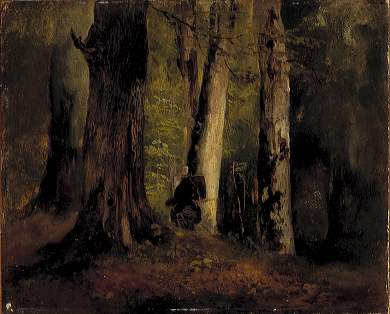
Het portret van Nuijen, voor 1838, olieverf op paneel, Amsterdam Museum
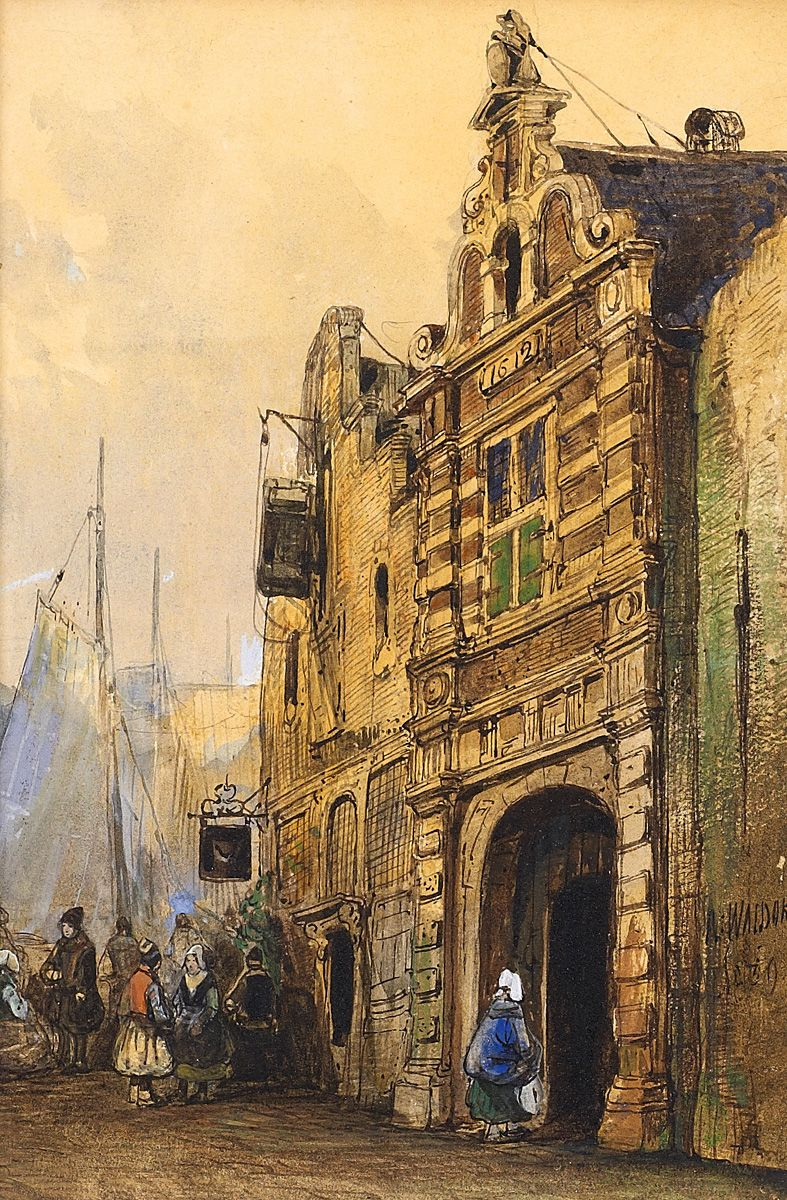
Straatgezicht in Gent, 1839, aquarel op papier
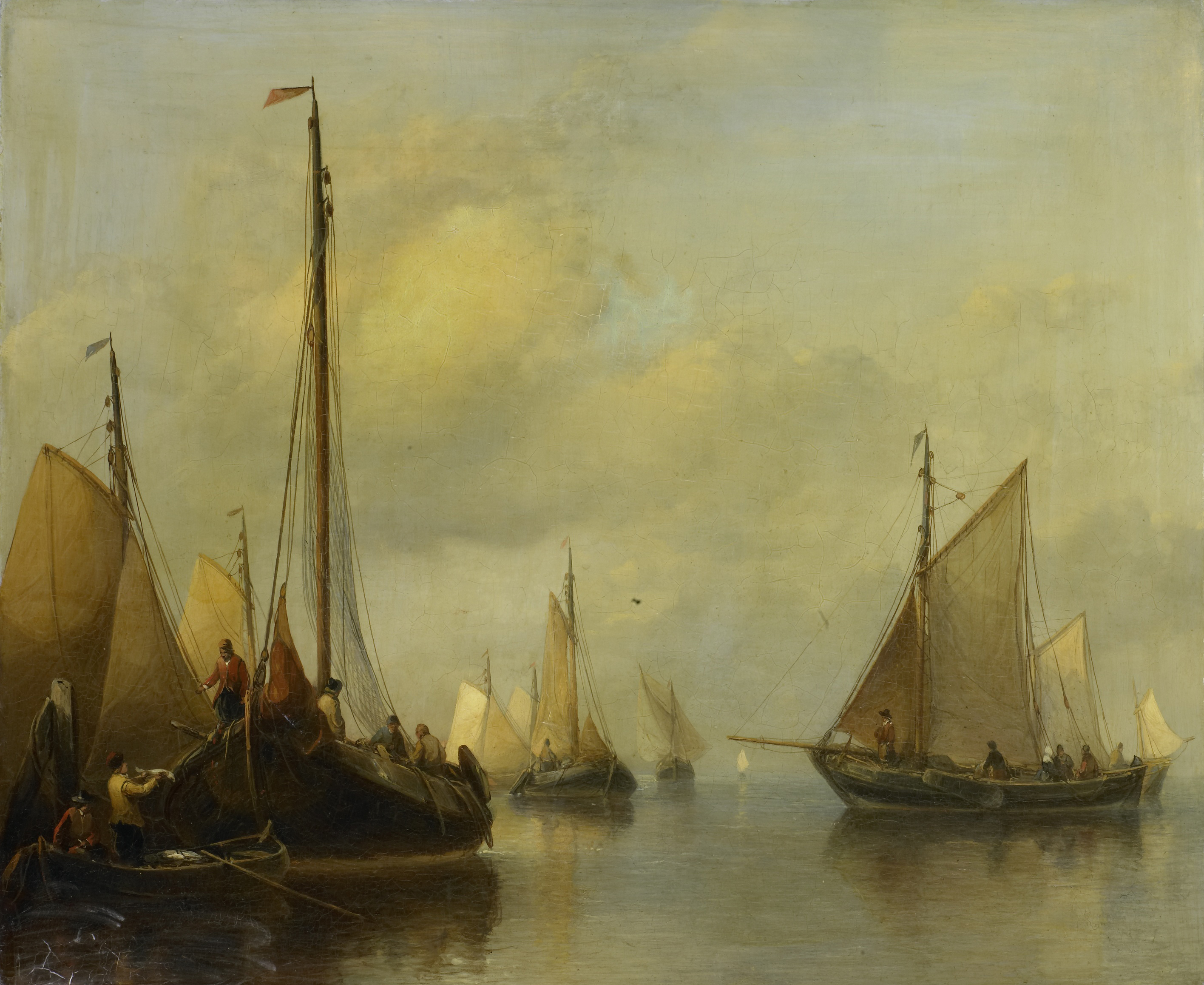
Vissersboten op kalm water, c. 1840-50, olieverf op paneel, Rijksmuseum Amsterdam
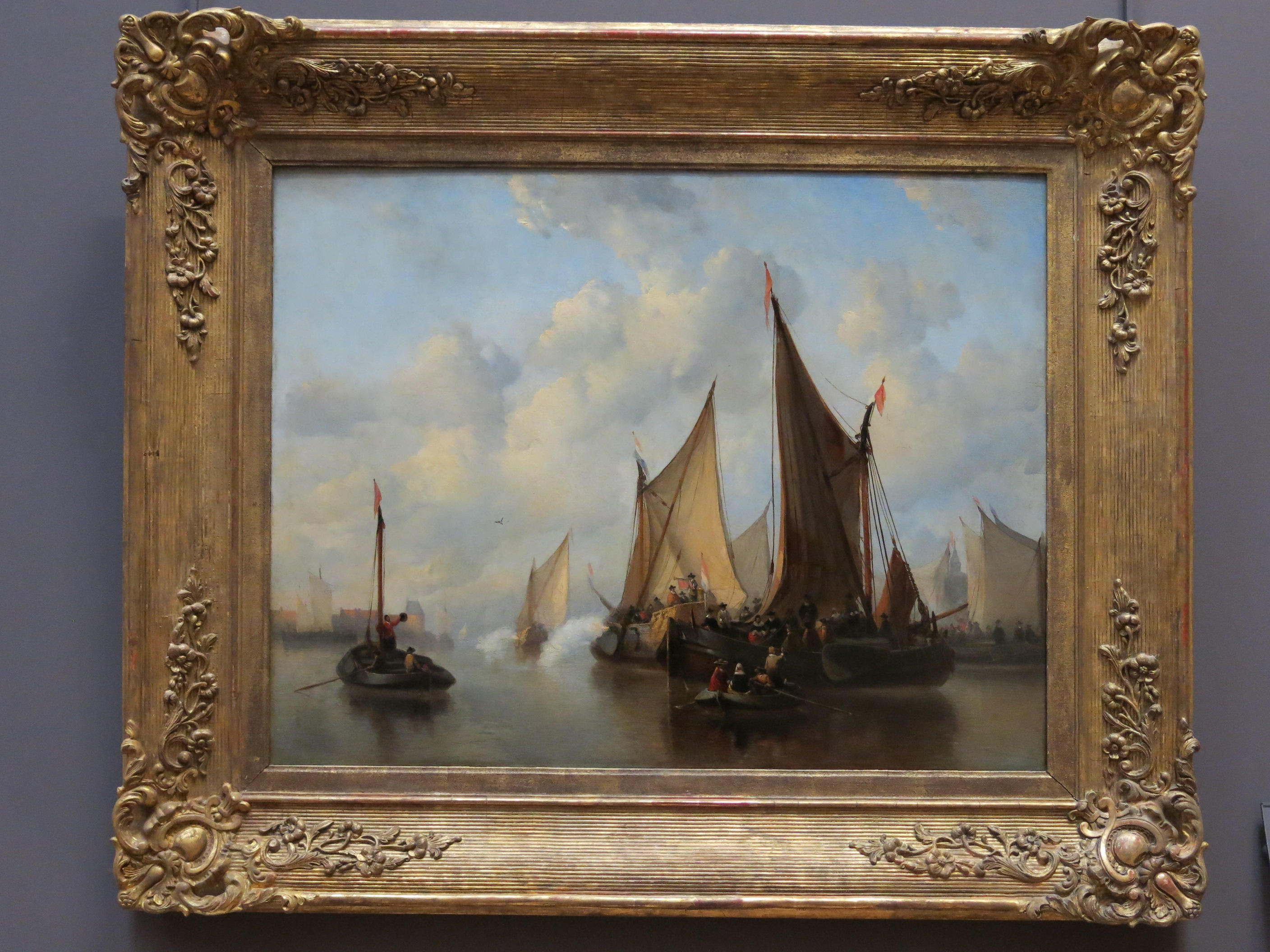
Aankomst van belangrijke personen in een hollandse haven, 1852, olieverf op doek, Louvre (aangekocht door Napoleon III in 1854)
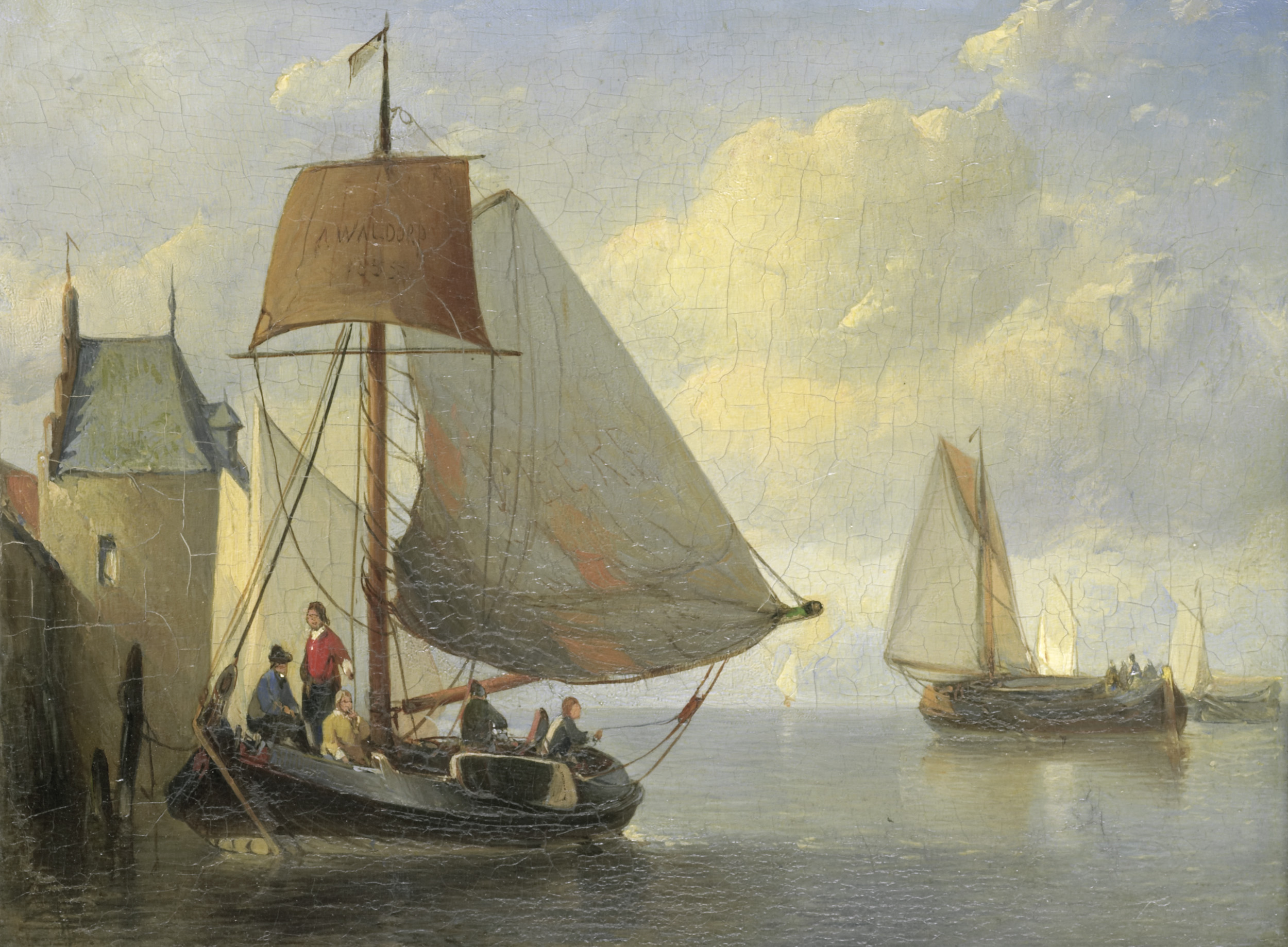
Riviergezicht met een waltoren, 1855, olieverf op paneel, Rijksmuseum Amsterdam
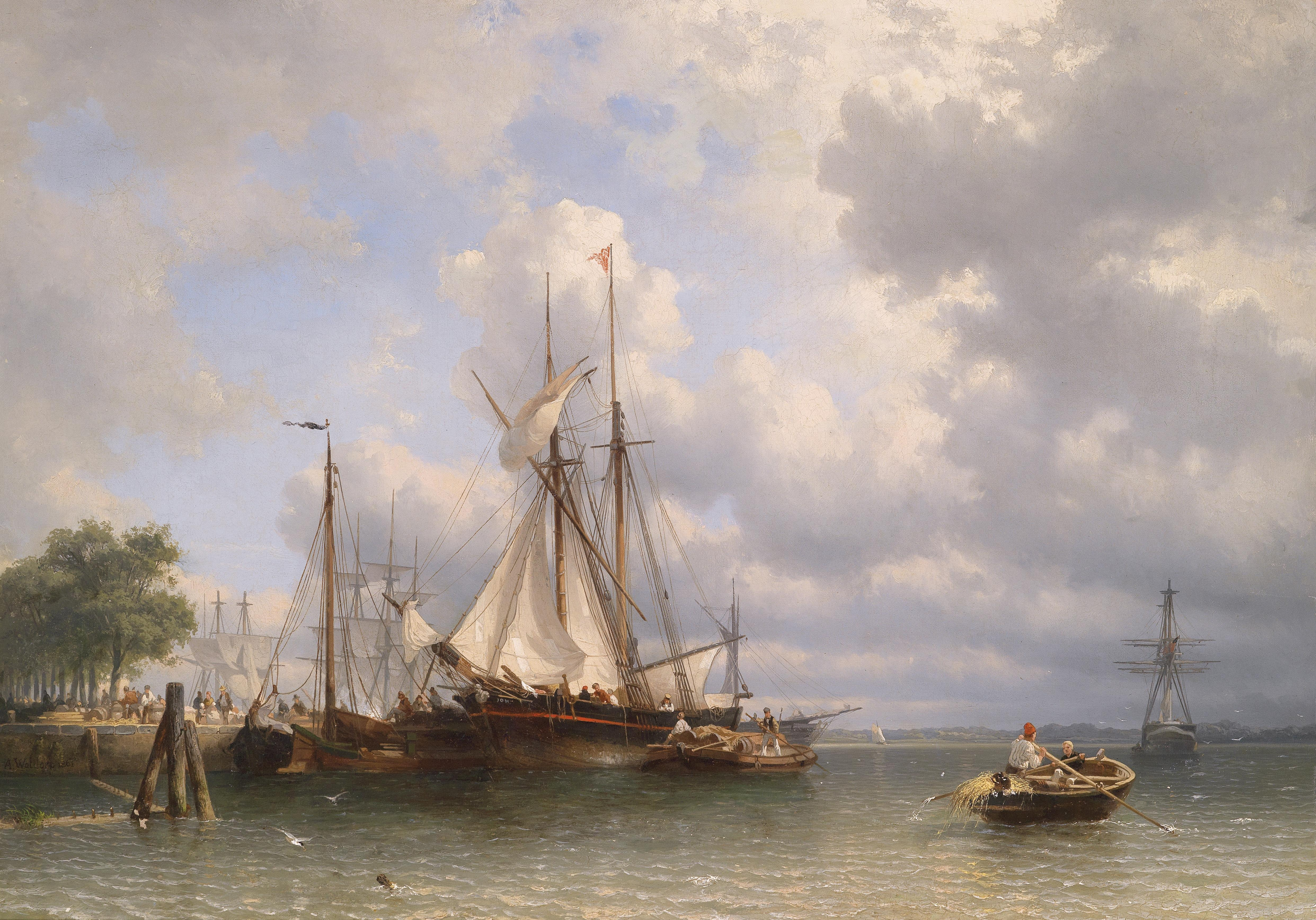
Zeilschepen in de haven, 1862, olieverf op doek
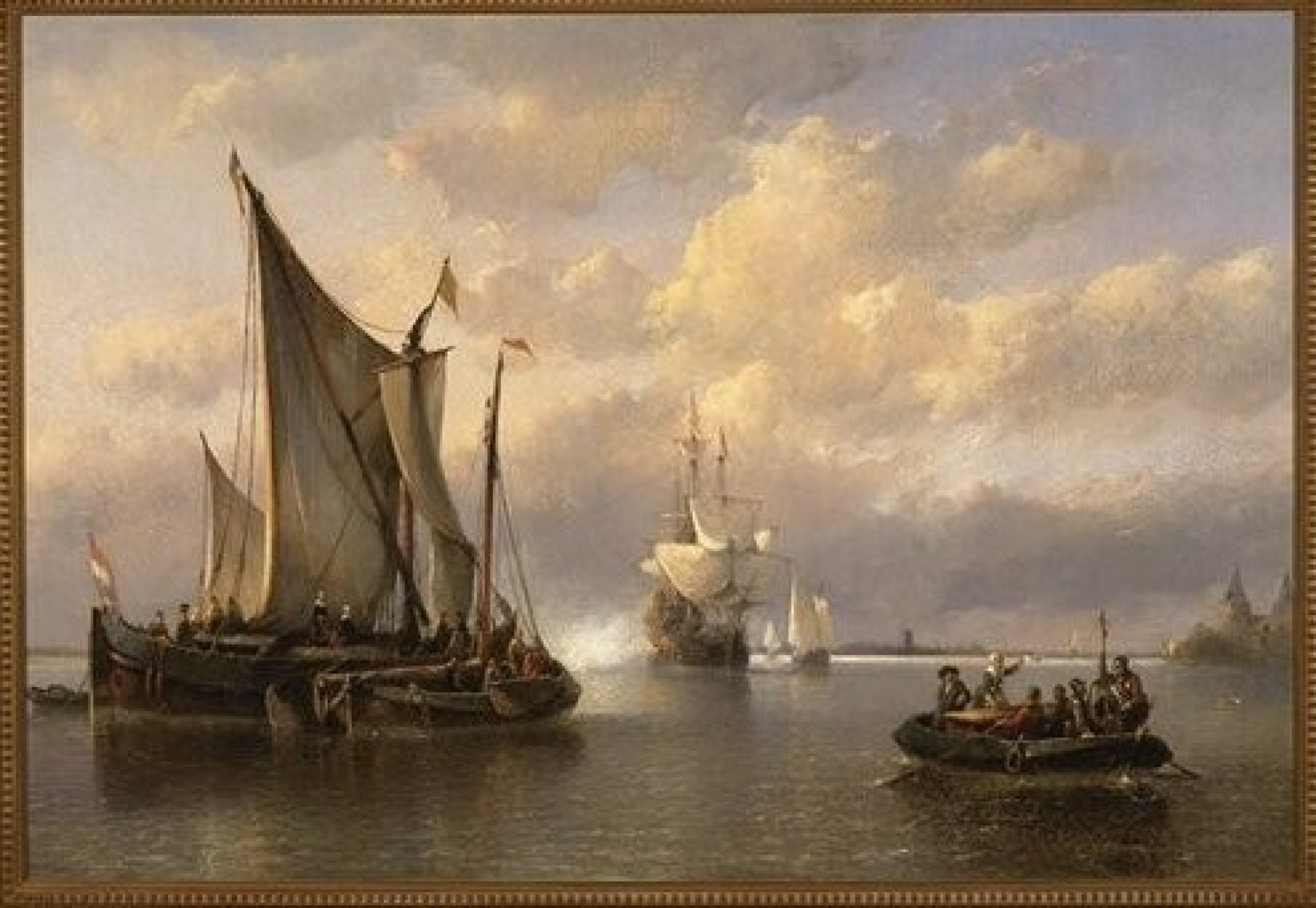
De Merwede met de vlucht van Hugo de Groot, olieverf op doek, Museum Boijmans van Beuningen
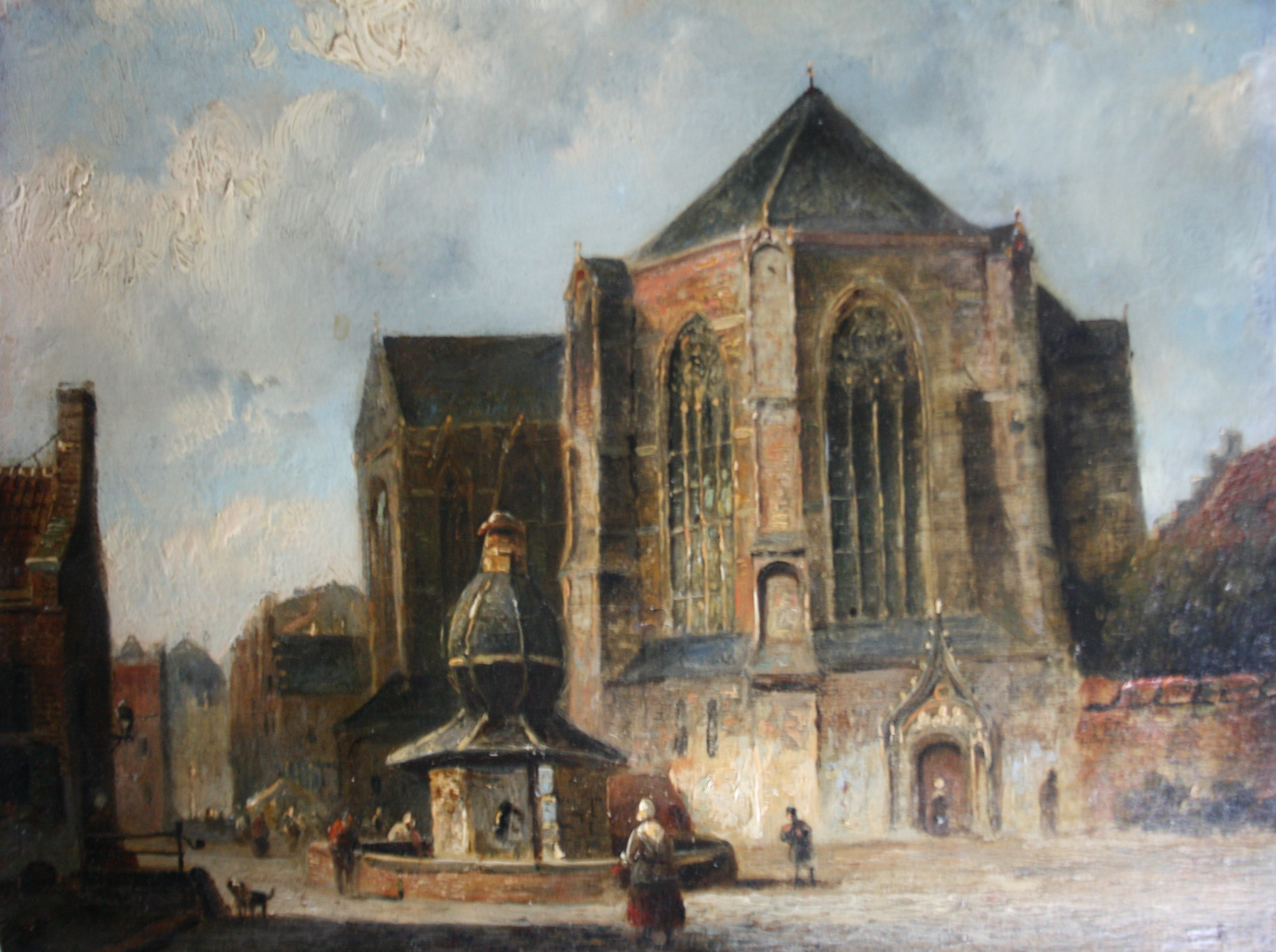
Stadsgezicht, olieverf op paneel

- Biografisch Portaal: 02806753
- Gemeinsame Normdatei: 11711975X
- International Standard Name Identifier: 0000 0000 6676 9091
- Nederlandse Thesaurus van Auteursnamen: 070050708
- RKD-Nederlands Instituut voor Kunstgeschiedenis: 82574
- Union List of Artist Names: 500025272
- Virtual International Authority File: 42606969
- WorldCat: E39PBJmP4CYPwXVrKqYp8VYpT3